# وارویک براون

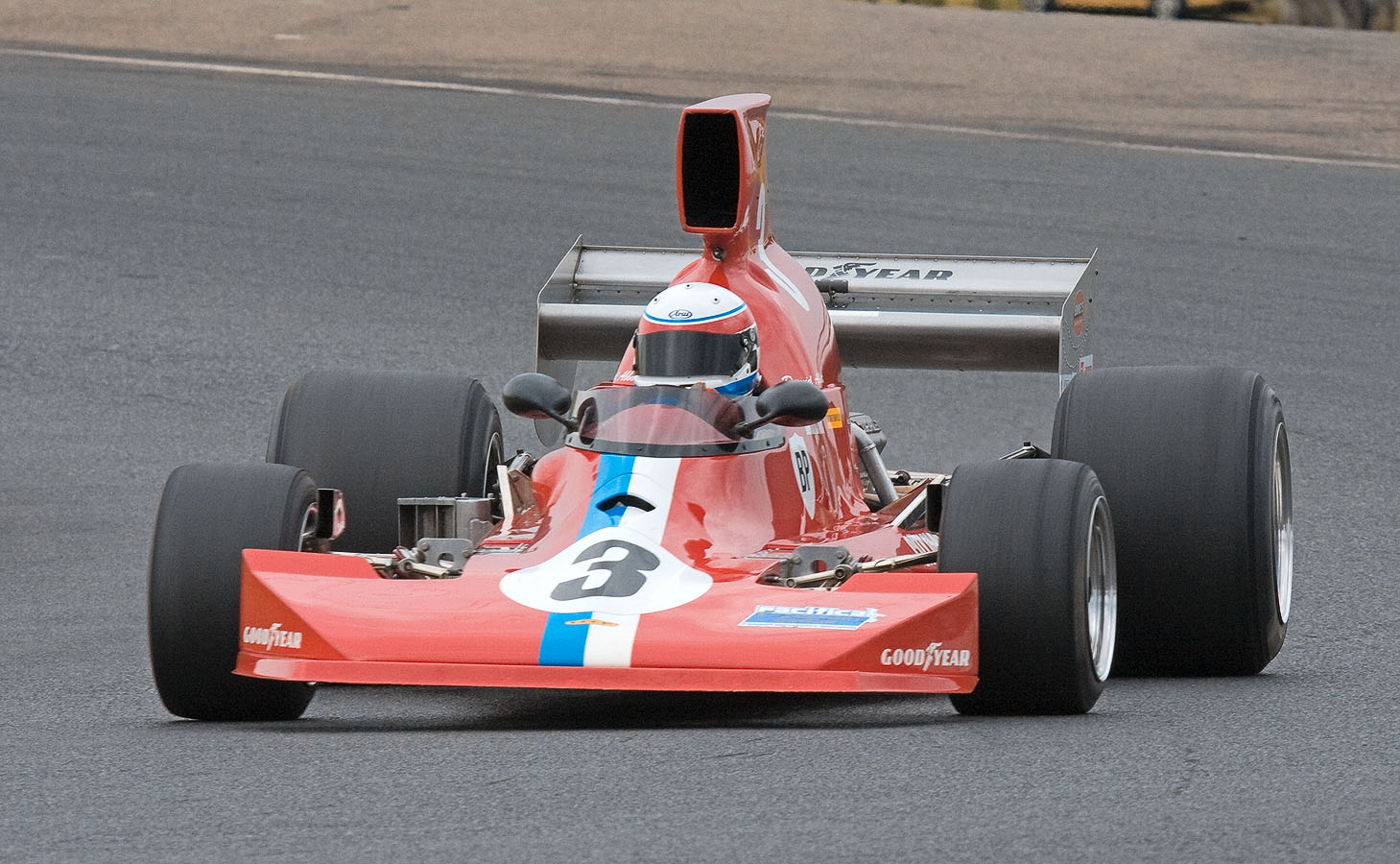
Tasman Revival 2008 - ایسترن کریک، استرالیا

وارویک براون (انگلیسی: Warwick Brown؛ زادهٔ ۲۴ دسامبر ۱۹۴۹ در سیدنی) رانندهٔ سابق مسابقات اتومبیل‌رانی اهل استرالیا است که در فصل ۱۹۷۶ در مجموع در یک گراند پری از مسابقات جهانی فرمول یک شرکت کرد، اما موفق به کسب هیچ امتیازی نشد.